# Classe Algol
Les navires de la classe Algol, connus aussi sous le nom de navires de transport rapide ou Fast Sealift Ships en anglais ou FL-7, sont des navires cargo de la National Defense Reserve Fleet des États-Unis. Ils sont actuellement parmi les cargos les plus rapides au monde, avec des vitesses pouvant dépasser les 30 nœuds mais avec une vitesse de croisière affichée de 27 nœuds.

## Historique

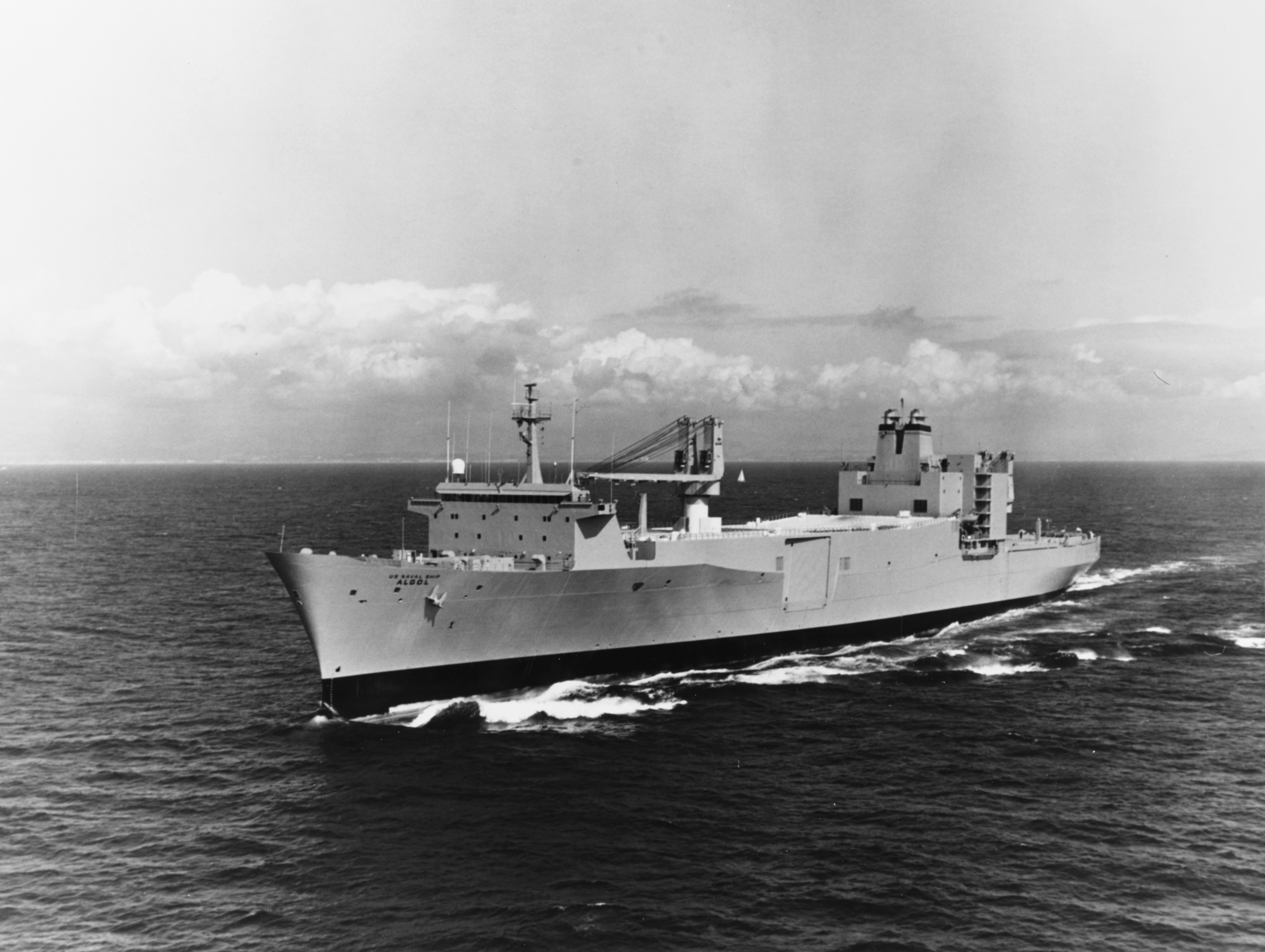
L’Algol en 1984.

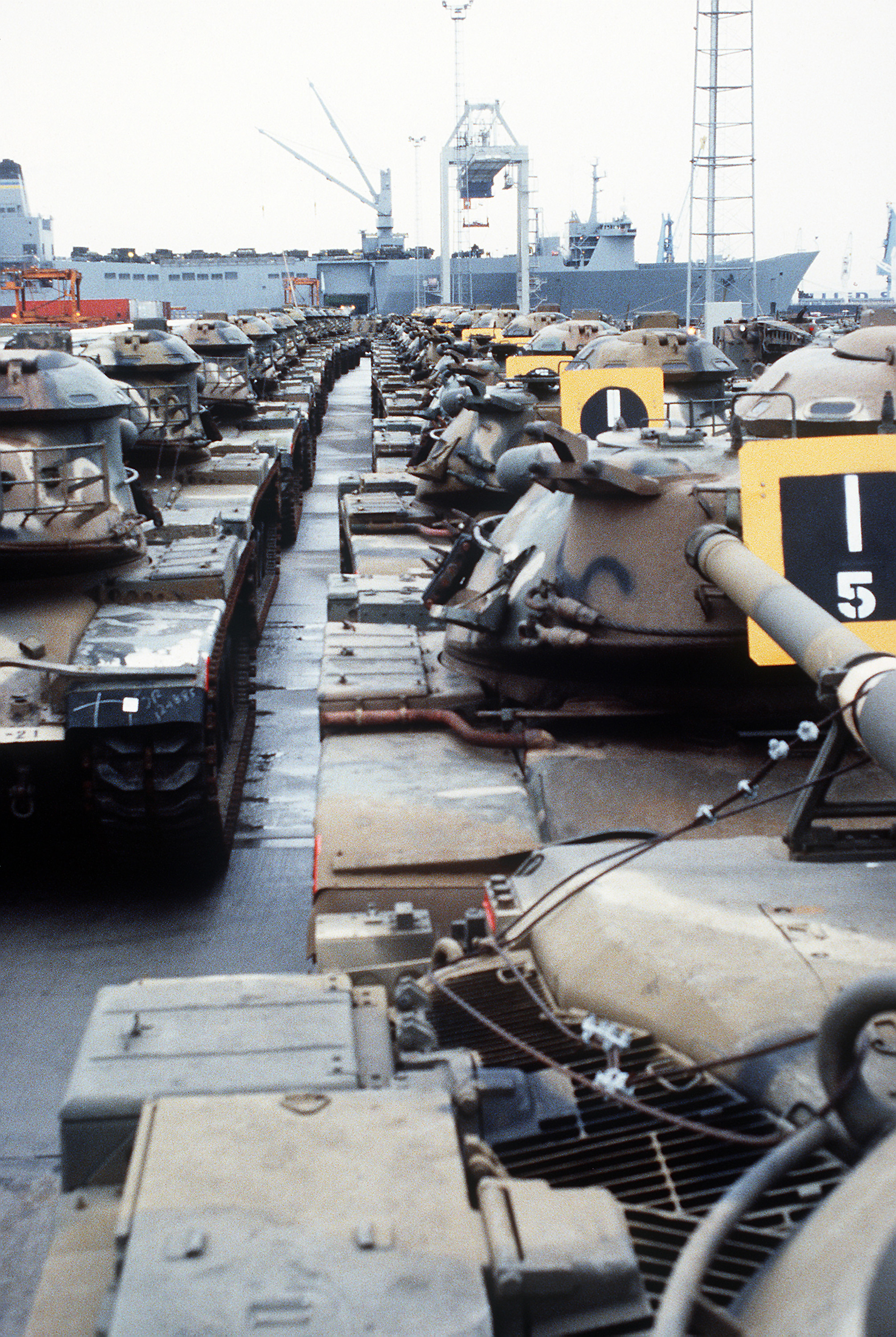
Chars M60 de la Army National Guard en cours d'embarquement sur l'USNS Antares (T-AKR-294) en 1986 lors d'un exercice de déploiement de renforts vers l'Europe.

Ils furent construits en 1972 et 1973, comme porte-conteneurs de grande vitesse de la classe FL-7, pour la compagnie Sea-Land Service Inc., dans les chantiers navals de Rotterdamse DDM, à Rotterdam, aux Pays-Bas, Rheinstahl à Emden et AG Weser à Brême, en Allemagne de l'Ouest.
Avec la crise pétrolière, leur coût d'exploitation élevé limita leur profitabilité. L'ensemble des 8 navires fut acquis par l'US Navy en 1981, 1982, et 1986 pour le dernier navire reconverti, équipé et livré au Military Sealift Command. La transformation des navires comprenait l'installation de quatre grues, une capacité RORO, une nouvelle conception des cales pour faciliter le stockage des véhicules.
À cause, en grande partie, de leur consommation de carburant élevée, tous les Fast Sealift Ships sont maintenus en réserve, mais peuvent être activés et préparés pour naviguer en 96 heures, le premier en 48 heures.
Actuellement (décembre 2008), tous les FSS sont basées dans des ports américains de la côte Est ou du golfe du Mexique.
Le 1er octobre 2007, la United States Maritime Administration (MARAD) a commencé à exploiter les huit FSS. Le transfert de propriété à la MARAD a eu lieu le 1er octobre 2008, et ces navires ont perdu leur désignation USNS.

## Service
Les 8 navires prirent part aux opérations de la Guerre du Golfe (1990-1991), livrant 13 % de toutes les marchandises transportées entre les États-Unis et l'Arabie saoudite durant et après la guerre du golfe (avec une panne majeure de l'un d'entre eux en Atlantique, obligeant à le remorquer en Espagne). Des Fast sealift ships ont aussi pris part aux opérations Restore Hope en Somalie, opération Joint Guardian, au Kosovo, Enduring Freedom à la suite des attentats du 11 septembre et à la guerre d'Irak en plus de missions humanitaires à travers le monde.
L'équipage de chaque navire en service est composé de 42 civils de la marine marchande américaine employés par une société contractante du Military Sealift Command. Chaque navire peut embarquer 12 personnels de l’US Army dont la tâche est de s'assurer que le cargo est en conditions opérationnelles, aucun personnel de l’US Navy n'est embarqué à bord.

## Caractéristiques

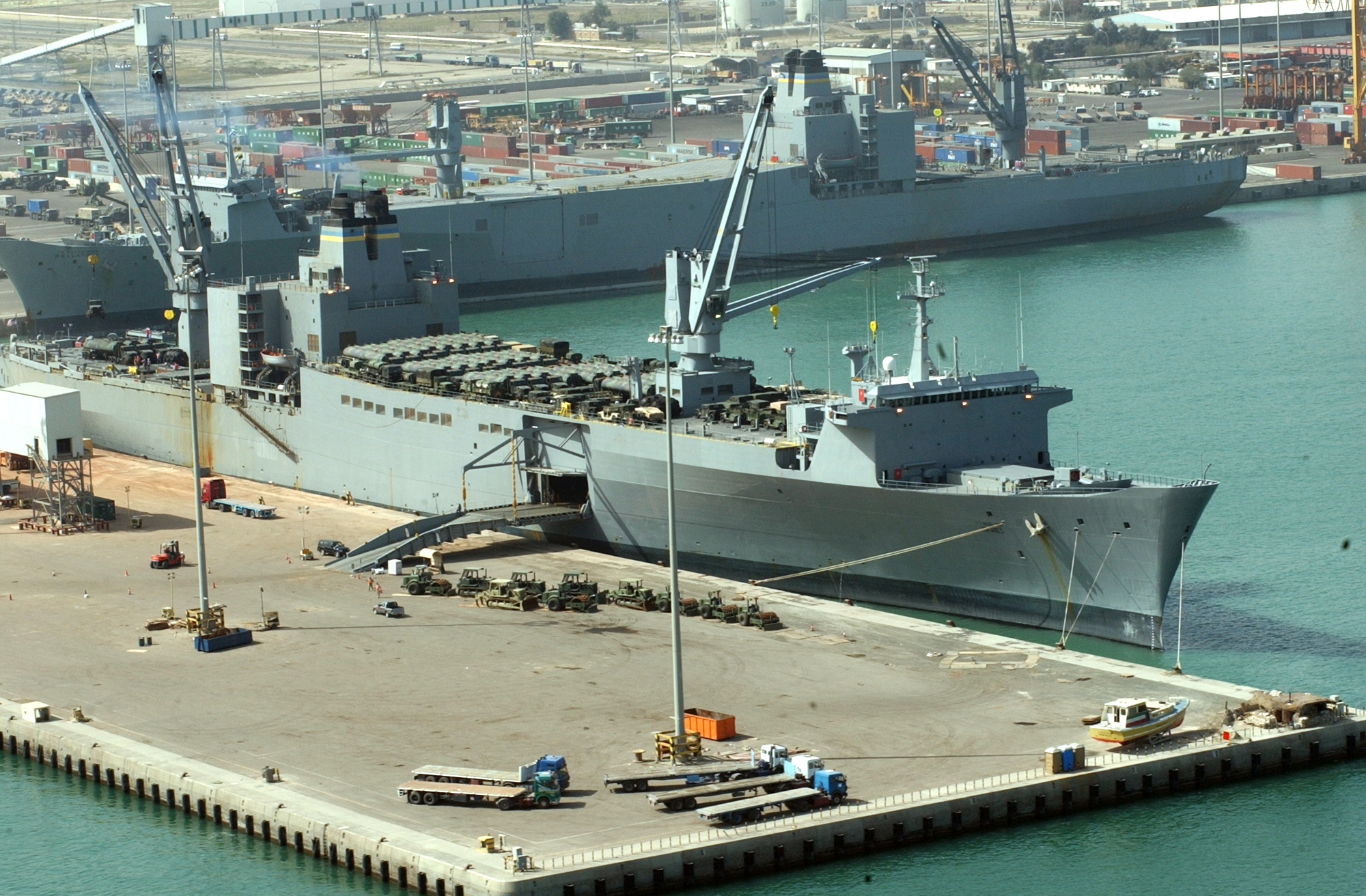
L’Algol et le Bellatrix dans un des ports du Koweït en 2004 pendant la guerre d'Irak.

L'ensemble des 8 navires peut transporter, par exemple, la quasi-totalité de la 24e division d'infanterie mécanisée américaine (soit 90 000 tonnes de matériel). Le chargement typique de la flotte des FSS peut comporter plus de 700 véhicules tels que des chars M1 Abrams, des véhicules de combats M2 Bradley et des camions citernes. Par comparaison, 116 Liberty ship de la Seconde Guerre mondiale auraient été nécessaires pour transporter le même tonnage sur une même période pendant la guerre du Golfe de 1990/1991.
Les installations comportent quatre grues (deux de 35 tonnes au milieu, deux de 50 t à l'arrière) ; une rampe à bâbord, une à tribord à manœuvre hydraulique (largeur : 10 mètres, hauteur : 4 m) avec possibilité d'ajouter des rallonges ; deux rampes amovibles de 25 m de long stockées sur le pont et mises en place par les grues ; des rampes internes permettant le mouvement des véhicules (rampes fixes sauf celle donnant accès à la plate-forme hélicoptère).
Ces 8 navires emportent huit « Sea Sheds » de 10,5 m pour le transport de matériel roulant hors gabarit intérieur ; 73 allèges ; 46 conteneurs de 20 pieds.
Ils disposent de deux radars de navigation Raytheon (TM 1650/6 X et 1660/12 S) et du système de transmissions par satellite Inmarsat.
Les formes de coque varient légèrement selon les bâtiments.
Ils ne disposent d'aucun armement en temps de paix.

## Liste des navires
| Nom du navire                      | Ancien nom           | Chantier naval             | Mise en service   | Acquisition par l'US Navy |
| ---------------------------------- | -------------------- | -------------------------- | ----------------- | ------------------------- |
| SS (ex-USNS) Algol (T-AKR-287)     | MV Sea-Land Exchange | Rotterdamse DDM, Rotterdam | 7 mai 1973        | 13 octobre 1981           |
| SS (ex-USNS) Bellatrix (T-AKR-288) | MV Sea-Land Trade    | Rheinstahl, Emden          | 6 avril 1973      | 13 octobre 1981           |
| SS (ex-USNS) Denebola (T-AKR-289)  | MV Sea-Land Resource | Rotterdamse DDM, Rotterdam | 4 décembre 1973   | 27 octobre 1981           |
| SS (ex-USNS) Pollux (T-AKR-290)    | MV Sea-Land Market   | AG Weser, Brême            | 20 septembre 1973 | 16 novembre 1981          |
| SS (ex-USNS) Altair (T-AKR-291)    | MV Sea-Land Finance  | Rheinstahl, Emden          | 17 septembre 1973 | 5 janvier 1982            |
| SS (ex-USNS) Regulus (T-AKR-292)   | MV Sea-Land Commerce | AG Weser, Brême            | 30 mars 1973      | 27 octobre 1981           |
| SS (ex-USNS) Capella (T-AKR-293)   | MV Sea-Land McLean   | Rotterdamse DDM, Rotterdam | 4 octobre 1972    | 16 avril 1982             |
| SS (ex-USNS) Antares (T-AKR-294)   | MV Sea-Land Galloway | AG Weser, Brême            | 27 septembre 1972 | 16 avril 1982             |

### Source
- Flottes de combat 2002, page 459